# Bieńkowce (Białoruś)
Bieńkowce (biał. Бенькаўцы, Bieńkaucy; ros. Беньковцы, Bieńkowcy) – wieś na Białorusi, w obwodzie brzeskim, w rejonie lachowickim, w sielsowiecie Krzywoszyn.

## Historia
W XIX i w początkach XX w. położone były w Rosji, w guberni mińskiej, w powiecie nowogródzkim, w gminie Ostrów.
W dwudziestoleciu międzywojennym leżały w Polsce, w województwie nowogródzkim, w powiecie baranowickim, w gminie Ostrów. W 1921 miejscowość liczyła 144 mieszkańców, zamieszkałych w 28 budynkach, w tym 138 Białorusinów, 5 Żydów i 1 Polaka. 138 mieszkańców było wyznania prawosławnego, 5 mojżeszowego i 1 rzymskokatolickiego.
Po II wojnie światowej w granicach Związku Sowieckiego. Od 1991 w niepodległej Białorusi.